# Björkebergs socken
Björkebergs socken i Östergötland ingick i Gullbergs härad, ingår sedan 1971 i Linköpings kommun och motsvarar från 2016 Björkebergs distrikt.
Socknens areal är 9,41 kvadratkilometer, varav 9,23 land. År 2000 fanns här 294 invånare. Kyrkbyn Björkeberg med sockenkyrkan Björkebergs kyrka ligger i socknen. 

## Administrativ historik
Björkebergs socken har medeltida ursprung.
Vid kommunreformen 1862 övergick socknens ansvar för de kyrkliga frågorna till Björkebergs församling och för de borgerliga frågorna till Björkebergs landskommun. Landskommunen inkorporerades 1952 i Norra Valkebo landskommun och ingår sedan 1971 i Linköpings kommun. Församlingen uppgick 2006 i Vikingstads församling.
1 januari 2016 inrättades distriktet Björkeberg, med samma omfattning som församlingen hade 1999/2000.  
Socknen har tillhört samma fögderier och domsagor som socknens härader.  De indelta soldaterna tillhörde  Första livgrenadjärregementet, Vreta Klosters kompani och Andra livgrenadjärregementet, Vestanstångs kompani.

## Geografi
Björkebergs socken ligger nordväst om Linköping, sydväst om Roxen och söder om Svartån. Socknen är en uppodlad slättbygd.

## Fornlämningar
Kända från socknen är gravrösen med stensättningar från bronsåldern vid Årestad och tre större gravfält och stensträngar från järnåldern.

## Namnet
Namnet (1350 Byrkeberh) kommer från kyrkbyn. Förleden är birke, 'björkbestånd'. Efterleden är berg syftande på den höjd på vilken kyrkan ligger.

### Fotnoter
1. 1 2  Svensk Uppslagsbok andra upplagan 1947–1955: Björkeberg socken
2. 1 2  Harlén, Hans; Harlén Eivy (2003). Sverige från A till Ö: geografisk-historisk uppslagsbok. Stockholm: Kommentus. Libris 9337075. ISBN 91-7345-139-8
3. ↑  ”Församlingar”. Statistiska centralbyrån. https://www.scb.se/hitta-statistik/regional-statistik-och-kartor/regionala-indelningar/forsamlingar/. Läst 30 december 2022.
4. ↑  Administrativ historik för Björkeberg socken (Klicka på församlingsposten). Källa: Nationella arkivdatabasen, Riksarkivet.
5. 1 2  Sjögren, Otto (1931). Sverige geografisk beskrivning del 2 Östergötlands, Jönköpings, Kronobergs, Kalmar och Gotlands län. Stockholm: Wahlström & Widstrand. Libris 9939
6. 1 2  Nationalencyklopedin
7. ↑  Fornlämningar, Statens historiska museum: Björkebergs socken
8. ↑  Fornminnesregistret, Riksantikvarieämbetet: Björkebergs socken Fornminnen i socknen erhålls på kartan genom att skriva in sockennamn (utan "socken") i "Ange geografiskt område"
9. ↑  Mats Wahlberg, red (2003). Svenskt ortnamnslexikon. Uppsala: Institutet för språk och folkminnen. Libris 8998039. ISBN 91-7229-020-X. https://isof.diva-portal.org/smash/get/diva2:1175717/FULLTEXT02.pdf